# Прапор Перемоги
Пра́пор Перемо́ги — штурмовий прапор 150-ї дивізії, прийнятий в СРСР та Росії як символ Перемоги над нацизмом.
Використовується російськими військами під час вторгнення в Україну нарівні із державним прапором.

## Встановлення прапора Перемоги над Рейхстагом
Встановлення «прапора Перемоги» відбулося в ході Берлінської операції 1 травня 1945 року між третьою та четвертою годинами ранку. Прапор, який було встановлено на даху рейхстагу, спочатку було прикріплено до кінної фігури герольда, а згодом, (2 травня) було перенесено на купол будівлі. Встановили «прапора Перемоги» Єгоров Михайло Олексійович, родом з Корсуня-Шевченківського Михайло Єгоров, Мелітон Кантарія та Олексій Берест.
Жодних достовірних підтверджень того, що «прапор Перемоги» було встановлено на куполі Рейхстагу, немає. Існує відомий знімок 2-го травня, на якому на куполі майорить прапор із зовсім іншими розмірами, ніж у «прапора Перемоги». 
9-го травня, за наказом коменданта Берліна генерала Н. Е. Берзаріна цей прапор був знятий. Замість нього встановили великий стяг з метровими серпом і молотом посередині. Цей стяг було урочисто знято 20-го травня і відправлено до СРСР в якості прапору Перемоги. Саме повз нього промарширували війська берлінського гарнізону. Репортаж кореспондента ТАСС А.Арнольдова з відповідними фотографіями був надрукований в газеті «Красная Звезда» 22 травня 1945 р.
Замість відправленого до СРСР прапора на куполі Рейхстагу встановили великий червоний стяг, який можна побачити в англійському документальному фільмі «Берлін в липні 1945 р». Коли саме було знято цей прапор, невідомо.
Перші фото «прапора Перемоги» (прапора Військової ради 3-ї ударної армії) були зроблені лише 20 червня 1945 р., і під час офіційного відправлення групи прапороносців з Німеччини і під час їх прибуття до Москви. Більш ранніх фотографій «прапора Перемоги» не виявлено.

### Інформація про прапор Перемоги в радянській періодиці у травні 1945 року
Газета «Правда», наступного дня після капітуляції Берліна, 3 травня, вийшла з фотографією «прапора Перемоги» над підкореним Рейхстагом. Але імена прапороносців не згадувалися. Великий прапор майорів не на куполі, а на одній із масивних кутових башт Рейхстагу. Прапор, до того ж, був домальований від руки ретушером (це добре помітно). Якби такий прапор існував насправді, то його розміри: 10 метрів на 7 метрів, дозволили б накрити футбольні ворота. Прообразом намальованого прапору став прапор 23 мотострілецької бригади 3-ї танкової армії.
3 травня вийшла газета 150-ї стрілецької дивізії «Воин родины», яка надрукувала в куточку, в рубриці «Вони відзначилися в бою», невеличку замітку під назвою «Батьківщина з глибокою повагою вимовляє імена героїв». Ось текст цієї замітки:
Радянські богатирі, кращі сини народу. Про їх видатний подвиг напишуть книги, складуть пісні. Над цитаделлю гітлеризму вони встановили стяг перемоги. Запам'ятаємо імена сміливців: лейтенант Рахімжан Кошкарбаев, червоноармієць Григорій Булатов. Пліч-о-пліч з ними боролися інші славні воїни Правоторов, Лисенко, Орешко, Почковській, Бреховецькій, Сорокін. БАТЬКІВЩИНА НІКОЛИ НЕ ЗАБУДЕ ЇХ ПОДВИГ. СЛАВА ГЕРОЯМ!
Про встановлення першого червоного прапора на Рейхстазі по гарячих слідах розповів бойовий листок політвідділу 3-ї ударної армії, випущений відразу після бою. Мол. сержант М. Ерьомін і рядовий Г. Савенко з батальйону Самсонова (171 дивізія) «першими досягли Рейхстагу і о 14.25  на одній з колон поставили червоний прапор». Листівка вийшла під назвою «Герої штурму Берліна» і була підписана: «Політвідділ Армії».
Друкований орган Головного політичного управління Червоної армії (ГоловПУР), журнал «Фронтова ілюстрація», опублікував у травневому номері фотографію своїх протеже, Єгорова та Кантарії, з прапором, що майоріє на даху Рейхстагу. Але вийшла прикра для політпрацівників помилка. Фотокор А. П. Морозов відзняв прапороносців з чужим, не санкціонованим політуправлінням прапором. Це був прапор розвідвзводу С. Сорокіна.
«Комсомольская Правда» 5 травня опублікувала статтю військкора капітана Андреєва, в якій було названо ім'я одного з розвідників взводу Сорокіна Григорія Булатова, який прив'язав «прапор Перемоги» на даху Рейхстагу, над його парадним входом.
До теми прапора газета «Правда» повернулася 20 травня, опублікувавши вражаюче фото з бійцями, які 2 травня салютують з особистої зброї, перебуваючи на даху Рейхстагу, під «прапором Перемоги». Згадки про імена прапороносців знову не було. На динамічній фотографії Якова Рюмкіна зображені розвідники взводу С. Сорокіна з тим самим прапором, з яким фотографувалися і Єгоров з Кантарієм.

### Подальша історія
Згідно договору із союзниками, район Берліна, в якому перебував рейхстаг, ставав окупаційною зоною Великої Британії. Після передислокації з'єднань третьої Ударної армії, великий червоний прапор залишився на куполі Рейхстагу. 
Прапор Перемоги (прапор Військової ради 3-ї ударної армії) перебував у штабі 756-го стрілецького полку, потім зберігався в політвідділі 150-ї стрілецької дивізії, де пролежав до 19 червня. У цей день, за розпорядженням начальника політвідділу дивізії, на полотнищі було зроблено напис: «150 стр. ордена Кутузова 11 стр. Идриц. Див.,79 СК» Написи: «3 УА 1 БФ», були зроблені в цей же день у штабі 79 корпусу.
За розпорядженням Головного політуправління Радянської Армії від 10 липня 1945 року Прапор Перемоги було поміщено в Центральний музей Збройних сил СРСР. Після 1945 року Прапор виносився 1965 року з нагоди 20-річчя Перемоги полковником К. Самсоновом, сержантом М. Єгоровим, молодшим сержантом М. Кантарією. В 1990 році прапор вивозився в Білорусь і в Україну під гаслом «Нас об'єднує Прапор Перемоги!».

## Становлення культу

### 1947—1964 рр. — забуття
В ці роки населення СРСР навіть не уявляло, як виглядав «прапор Перемоги». І взагалі, цей термін не використовувався. В підручниках історії містилися два рядки, в яких ішлося про те, що над Рейхстагом було встановлено червоний прапор. Хто саме його встановив, не вказувалося. 
З 1948 року день Перемоги (9 травня) був звичайним робочим днем. До першого ювілею, тобто 9 травня 1955 року, були видані мемуари учасника штурму Рейхстагу, колишнього командира батальйону Самсонова. Художник, не маючи уяви про вигляд «прапору Перемоги», намалював на обкладинці двох бійців на даху Рейхстагу з якимось незрозумілим прапорцем, абсолютно не схожим на сучасний «прапор Перемоги».

### 1965—1991 рр. — відродження міфу
Після зміни керівництва держави в 1964 році в корні змінилася внутрішньополітична лінія. Замість осудження культу особистості головною темою стала «перемога радянського народу у війні». День Перемоги 9 травня зробили другим по значенню святом після Жовтневої революції. На параді 1965 р «прапор Перемоги» несли попереду парадних батальйонів.
Для «прапора Перемоги»  збудували в музеї окрему залу. Згадали і про прапороносців. Михайло Єгоров в 1966 році нарешті отримав нормальне житло і покинув нетрі. Мелітон Кантарія отримав нову квартиру 1971 року. З’явилося багато літератури на цю тему. В 1965 р. з-під пера літератора Василя Субботіна вийшла книжка ініційована відділом пропаганди КПРС: «Як закінчуються війни». В цій книзі була подана цілковита дезінформація щодо подій навколо Рейхстагу і «прапору Перемоги». Але ж відхилення в ЗМІ та книжках від цієї пропагандистської версії строго каралися.

### 1992—1995 рр. — байдужість влади та суспільства
Після розпаду СРСР «прапор Перемоги» і «герої-прапороносці» вже не відповідали тогочасному контексту і стали непотрібні. Дружину і дочку Єгорова (загинув у 1975 р.) вигнали з подарованої хати. Жінки фактично опинились на межі виживання. Цивільні і військові можновладці проявили до них цілковиту байдужість.
Кантарія втратив своє житло і майно 1993 року, коли Сухумі захопили російські війська і почалося вигнання грузинів. Кантарія поїхав до Москви, де отримав маленьку однокімнатну квартиру на околиці міста. Помер Мелітон Кантарія у грудні 1993 р. Труна з небіжчиком цілий день простояла в траурному залі моргу, але попрощатись з «героєм-прапороносцем» так ніхто і не прийшов. Сім'ю з квартири виселили.

### 1996—2006 рр. — новий статус прапора
У середині 90-х років в Росії виникла серйозна небезпека повернення до влади комуністичної партії. Комуністи на своїх мітингах завжди використовували «прапор Перемоги», який з самого початку був частиною комуністичної пропаганди. Щоб нейтралізувати вплив «прапору Перемоги» на виборця, президент Єльцін видав указ, відповідно якому використання цього прапора суттєво обмежувалося. Натомість пропонувалось при потребі виносити на вулиці «символ прапора Перемоги» — червоний прапор без комуністичної символіки.

### З 2007 р. — повернення і сакралізація
2007 роком датується рішуче повернення Росії до імперської політики і до відповідних зазіхань Москви на територію колишнього СРСР. «Прапор Перемоги» був обраний в якості об’єднуючого фактора для повернення «заблукалих» колишніх союзних республік під «міцну державну руку» Москви. В цьому ж році відбулося тріумфальне «повернення» «прапора Перемоги» і ліквідація «символу прапора Перемоги».
Всі пострадянські країни, що перебували в полі впливу Кремля, були вимушені надати «прапору Перемоги» особливого статусу, майже на рівні з національними прапорами. Території, окуповані російськими військами (Придністровська Молдавська Республіка, Абхазія, Південна Осетія, ДНР та ЛНР) використовують цей прапор в якості другого державного.
Російські ЗМІ протягом доволі нетривалого періоду часу розповіли громадянам РФ (і не лише їм) неймовірну кількість абсолютно неправдивої інформації, що стосується цього прапора. Населення країни, яке пів сторіччя ставилося до цього символу з байдужістю, а то і взагалі нічого про нього не знала, несподівано для себе стали «великими шанувальниками військової історії».

## Міфи і легенди про прапор Перемоги.
Єгоров і Кантарія піднімалися на купол Рейхстагу, видираючись по його ґратчастому каркасу. Цей міф був придуманий літератором Данішевським, який написав мемуари для «прапороносців». Фізично здійснити такий «подвиг» було просто неможливо. Розміри решітки каркаса становили 2 метри заввишки і 1 метр завширшки. Видертися по такому каркасу не зміг би навіть цирковий гімнаст. Крім того, каркас був змонтований на цоколі з стрімкими кам'яними стінами заввишки 10 метрів. Яким чином бійці зуміли піднятися по прямовисній кам'яній стіні Данішевський не згадує. У його творі Єгоров і Кантарія просто підходять по даху до каркаса, хапаються за нього руками і починають підніматися.
Єгоров мало не впав з каркаса вниз, до зали засідань, коли у нього під рукою обірвалася одна поперечина. Міф вигаданий С.А. Нєустроєвим, який  розвинув ідею Данішевського про використання бійцями каркаса купола як сходів. Ніхто з учасників штурму більше не підтверджує цей міф. Комполку Зінченко взагалі пише, що Єгоров і Кантарія піднялися на купол технічними сходами, розташованими на східній стороні купола. Не згадується епізод з обривом поперечки і в мемуарах самих Єгорова та Кантарії.
Відправлені для встановлення прапора Єгоров и Кантарія проблукали по темному напівзруйнованому будинку 20 хвилин і повернулися не знайшовши дороги на дах. Тоді їм надали провідника — лейтенанта Береста, який і забезпечив виконання завдання. Легенда придумана С.А. Нєустроєвим. Ніхто, ні командир полку Зінченко, ні сам Нєустроєв не відправили б двох молодих, без достатнього фронтового досвіду бійців на дах будівлі, все ще контрольованої противником. Буквально напередодні ледь не загинув командир 674-го полку Плєходанов разом зі своїм штабом, коли звідкись із руїн раптово з'явилася група німецьких автоматників. Відбитися вдалося лише завдяки допомозі групи Макова, яка випадково опинилася поруч. На дах Рейхстагу для встановлення прапора був відправлений взвод розвідників 756-го полку, всього 19 осіб, зокрема і Берест, Єгоров та Кантарія.
Єгоров і Кантарія підняли над Рейхстагом «прапор №5» Військової ради 3-ї ударної армії, один із дев'яти прапорів вручених 9-ти дивізіям армії ще 21 квітня. Легенду придумав начальник політвідділу 3-ї ударної армії Лісіцин. Всі 9 прапорів були встановлені в різних передмістях Берліна 22-23 квітня. Про те, що 3-тя ударна армія виходить до Рейхстагу і їй доручається організація встановлення прапора Перемоги стало відомо в політвідділі армії лише 24 квітня, коли всі політвідділи дивізій вже відзвітували про підняття прапорів. Прапор, призначений для встановлення на Рейхстаг, прибув до 756-го полку 26 квітня (про що є відповідна згадка в мемуарах Зінченка). В цей же день, 26 квітня, двоє молодих солдатів, Єгоров і Кантарія, були переведені зі стрілецької до розвідувальної роти.
Жуков, через свою нелюбов до замполітів, викреслив замполіта 1-го батальйону 756-го полку А.П. Береста зі списку представлених до присвоєння звання Героя Радянського Союзу за встановлення «прапора Перемоги». Легенда невідомого походження. По-перше, ніхто в ГоловПУРі й не збирався нагороджувати зірочками героїв призначених прапороносців. Їх повинні були нагородити орденами Червоного прапора. На той час це дуже почесна радянська нагорода — друга за значенням після ордену Леніна. У травні 1945 р. Єгорова і Кантарію нагородили цими орденами саме за встановлення прапора на Рейхстазі. По-друге, всі надхождення знизу на присвоєння звань Героїв за встановлення численних «прапорів Перемоги» коригувалися (знижувалися на одну-дві сходинки) на рівні штабу армії. Всі представлені до звання Героїв Радянського Союзу отримували, як правило, ордена Червоного прапору, один боєць отримав орден Леніна, двоє офіцерів отримали орден А. Нєвського і орден Вітчизняної війни. Відповідно, до Жукова нагородні листи на присвоєння звання героїв за перші прапори над Рейхстагом просто не доходили і звинувачення його в упередженості є, в даному випадку, невмотивованими.
Перші три прапори знищені в результаті нічного артобстрілу даху Рейхстага далекобійною німецькою артилерією. Автор міфу невідомий. Насправді таке могло прийти в голову лише людини, яка не має жодного уявлення про артилерію. Три прапори, з цього міфу, виявилися повністю знищені, а велика скульптурна група (на час штурму залишилися дві фігури з трьох), на якій ці прапори були укріплені, отримала лише незначні пошкодження. Якби дійсно стріляла далекобійна артилерія, то замість Рейхстагу лежала б купа каміння, серед яких було б цілком реально відкопати майже неушкоджені прапори. Метою появи цієї дурниці було бажання пояснити пропажу прапорів, встановлених на Рейхстазі до «прапора Перемоги». ГоловПУР намагався незграбно замести сліди і перенести провину за пропажу прапорів 79 корпусу з офіцерів Нєустроєва на німецьку далекобійну артилерію.
«Прапор Перемоги» є копією державного прапора СРСР. Міф порівняно недавній. Після того, як не вдалося приховати, що прапор Військової ради був на Рейхстазі зовсім не першим. Але оскільки відмовлятися від Єгорова і Кантарії, а також від їхнього прапора в ЦК КПРС не збиралися, був вигаданий міф про «копію державного прапору». Обґрунтовувалася ідея тим, що всі прапори на Рейхстазі були просто червоними прапорцями, а ось прапор військової ради був копією державного прапору СРСР. І тому він по праву є «прапором Перемоги», хоча фактично навіть не входив до трійки «призерів». Ось офіційний опис державного прапору СРСР: прямокутне полотнище з відношенням довжини до ширини як 2 до 1; в верхньому лівому куті розташовані перехрещені золоті серп і молот та червона зірка в золотій окантовці. А ось опис «прапора Перемоги»: відношення довжини до ширини як 2,3 до 1; в верхньому лівому кутку зірка, серп і молот білого кольору. Копію державного прапора при виготовленні ніхто робити не збирався, бо такої вимоги не було. Тому відрізали червоне полотнище «на око» та намалювали символи наявною фарбою (білою).

## Наш час

### Росія

Символ Прапора Перемоги (з 16 квітня 2007 року вже не використовується)

15 квітня 1996 року президент Російської Федерації Борис Єльцин підписав указ під назвою «Про Прапор Перемоги». В ньому йшлося про те, що тепер Прапор Перемоги дозволялося виносити на парад лише 23 лютого та 9 травня, а для всіх інших заходів мали використовувати «символ Прапора Перемоги». 
25 квітня 2007 року Прапор Перемоги був схвально прийнятий Державною думою Росії в редакції спеціально скликаної для цього комісії, схвалений Радою Федерації Федеральних Зборів 4 травня і врешті підписаний президентом Росії Володимиром Путіним 7 травня 2007 року. Також указом В. В. Путіна від 16 червня того ж року було скасовано указ президента Б. М. Єльцина від 15 квітня 1996 року.

### Україна
6 травня 2005 року Указом Президента України Віктора Ющенка Олексію Бересту було посмертно присвоєно звання Герой України із удостоєнням ордена «Золота Зірка» «за бойову відвагу у Великій Вітчизяній війні 1941—1945 років, особисту мужність і героїзм, виявлені в Берлінській операції та встановленні Прапора Перемоги над Рейхстагом».
21 квітня 2011 парламент України ухвалив закон про використання копії прапора Перемоги під час святкування 9 травня. 5 травня голова Верховної Ради України Володимир Литвин підписав документ і відправив його на підпис президенту. Після цього стало відомо, що закон був направлений на експертизу до Міністерства юстиції.
20 травня 2011 Президент України Віктор Янукович підписав закон України "Про внесення змін до Закону України «Про увічнення Перемоги у Великій Вітчизняній війні 1941—1945 років» щодо порядку офіційного використання копій Прапора Перемоги".
Відповідно до закону, прапор Перемоги міг підніматися на штоках поряд з державним прапором України. Законом встановлювався порядок офіційного використання прапора Перемоги. Прапор Перемоги трактувався в документі як «символ перемоги радянського народу, його армії і флоту над фашистською Німеччиною в роки Великої Вітчизняної війни». Відповідно до закону, зовнішній вигляд копій прапора Перемоги мали відповідати виду штурмового прапора 150-й ордена Кутузова другого ступеня Ідрицької стрілецької дивізії. Закон також встановлював порядок використання прапора Перемоги біля Вічного вогню, могил невідомого солдата і невідомого матроса, а також під час урочистих заходів, присвячених Дню Перемоги.
Закон України «Про увічнення Перемоги у Великій Вітчизняній війні 1941—1945 років» втратив чинність у зв'язку з прийняттям Закону України «Про увічнення перемоги над нацизмом у Другій світовій війні 1939—1945 років», а згідно із Законом «Про засудження комуністичного та націонал-соціалістичного (нацистського) тоталітарних режимів в Україні та заборону пропаганди їхньої символіки» публічне використання копій (не оригіналу) прапора Перемоги визнане символікою комуністичного тоталітарного режиму та заборонене.

### Використання під час вторгнення в Україну

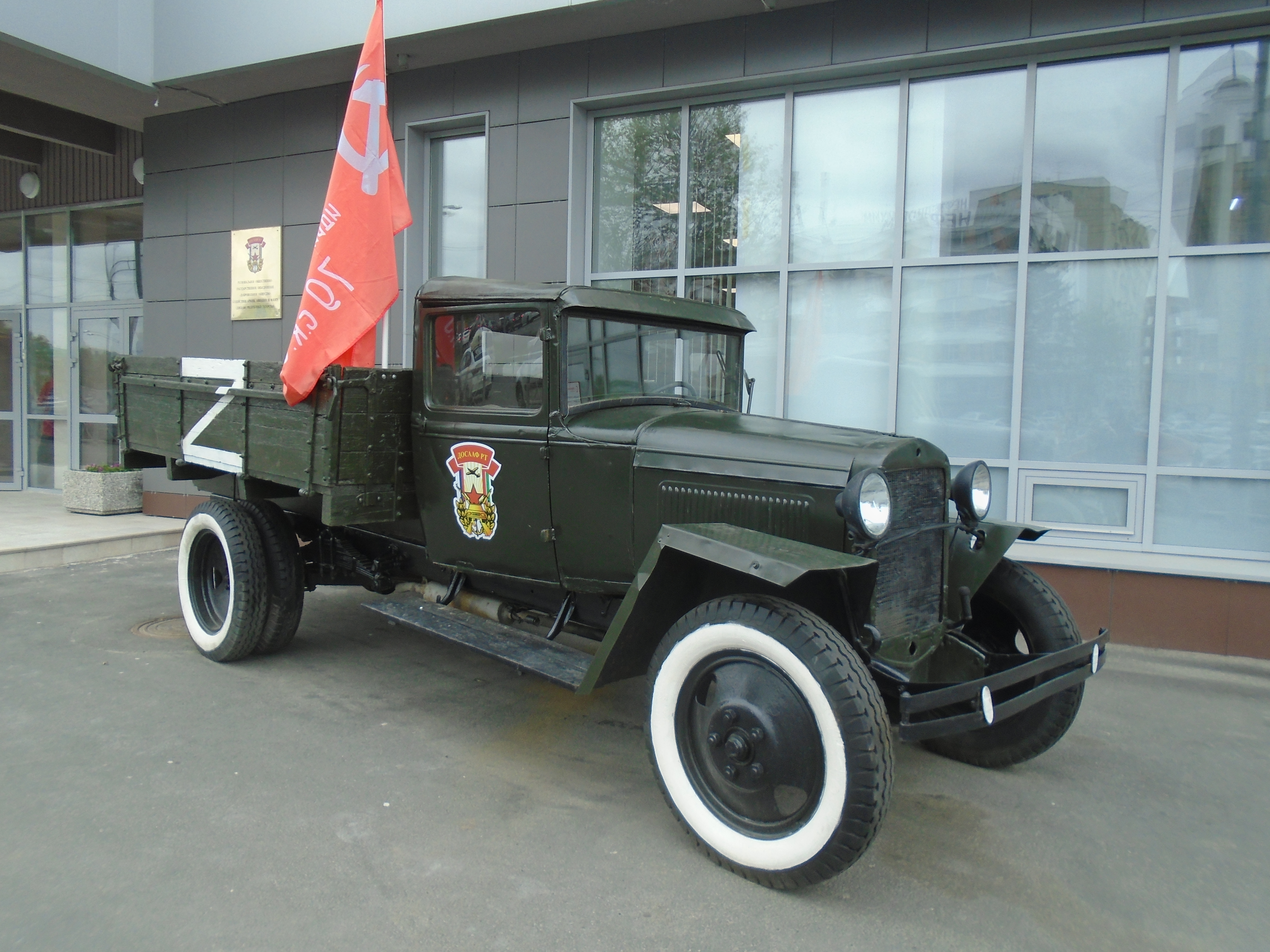
Прапор Перемоги та символ Z на російській військовій машині в Казані.

У 2022 році прапор перемоги став одним із головних символів повномасштабного вторгнення Росії в Україну та окупації її територій. Повсюдно використовується російськими військами разом із російським прапором.

## Символіка

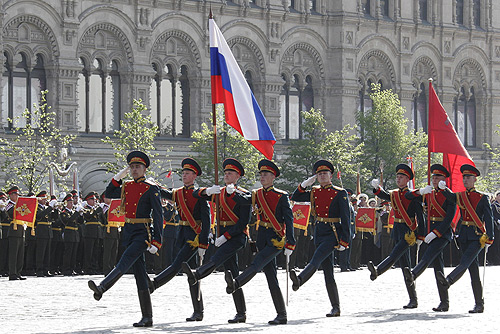
Прапор Перемоги як символ Російської могутності (2009)

Прапор наразі має кілька пластів символічного навантаження:
- символ перемоги над нацизмом, як антигуманним режимом (при цьому не зазначається, що інший антигуманний режим — радянський — залишився панувати над народами СРСР і Східної Європи);
- символ перемоги СРСР (при цьому під СРСР часто мають на увазі Росію, так, як вважають в РФ, прапор стає символом величі Росії);
- символ радянського народу (так, прапор стає цементуючою ланкою збереження ментальних впливів Росії на колишні країни СРСР);
- символ радянської окупації (для багатьох народів Східної Європи з поваленням фашизму свобода не настала, окрім того, під подібним прапором ще до Другої світової війни чинилися злочини проти людей в СРСР і за його межами).

## Галерея

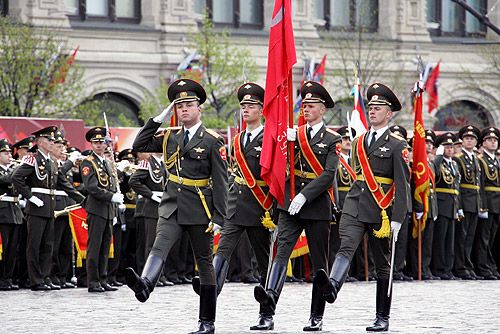
Парад на Красній площі в м. Москва (9 травня 2005 р.)
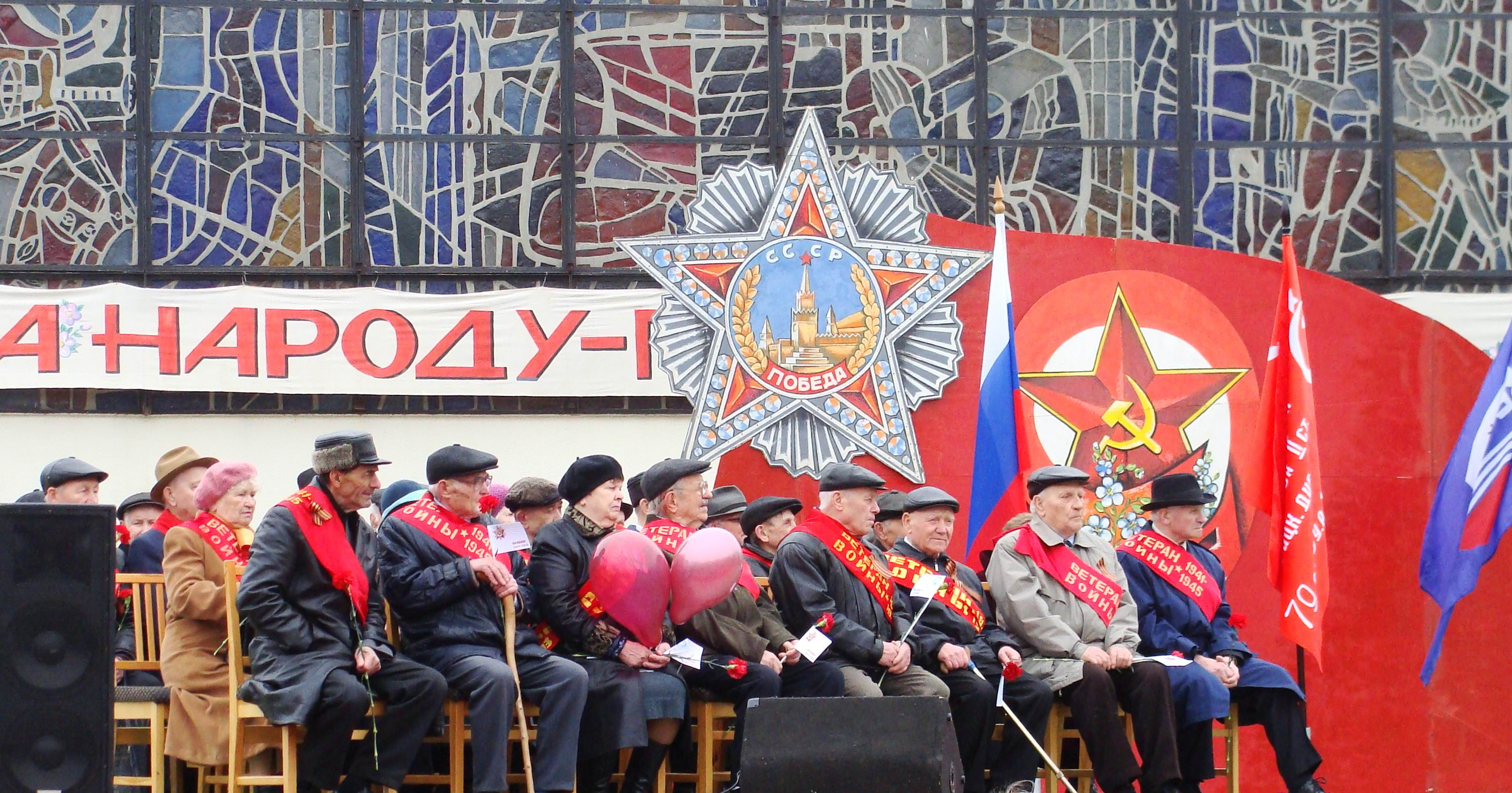
Копія Прапора Перемоги на Параді присвяченому річниці Перемоги (9 травня 2009 р., Северодвінськ, Росія)
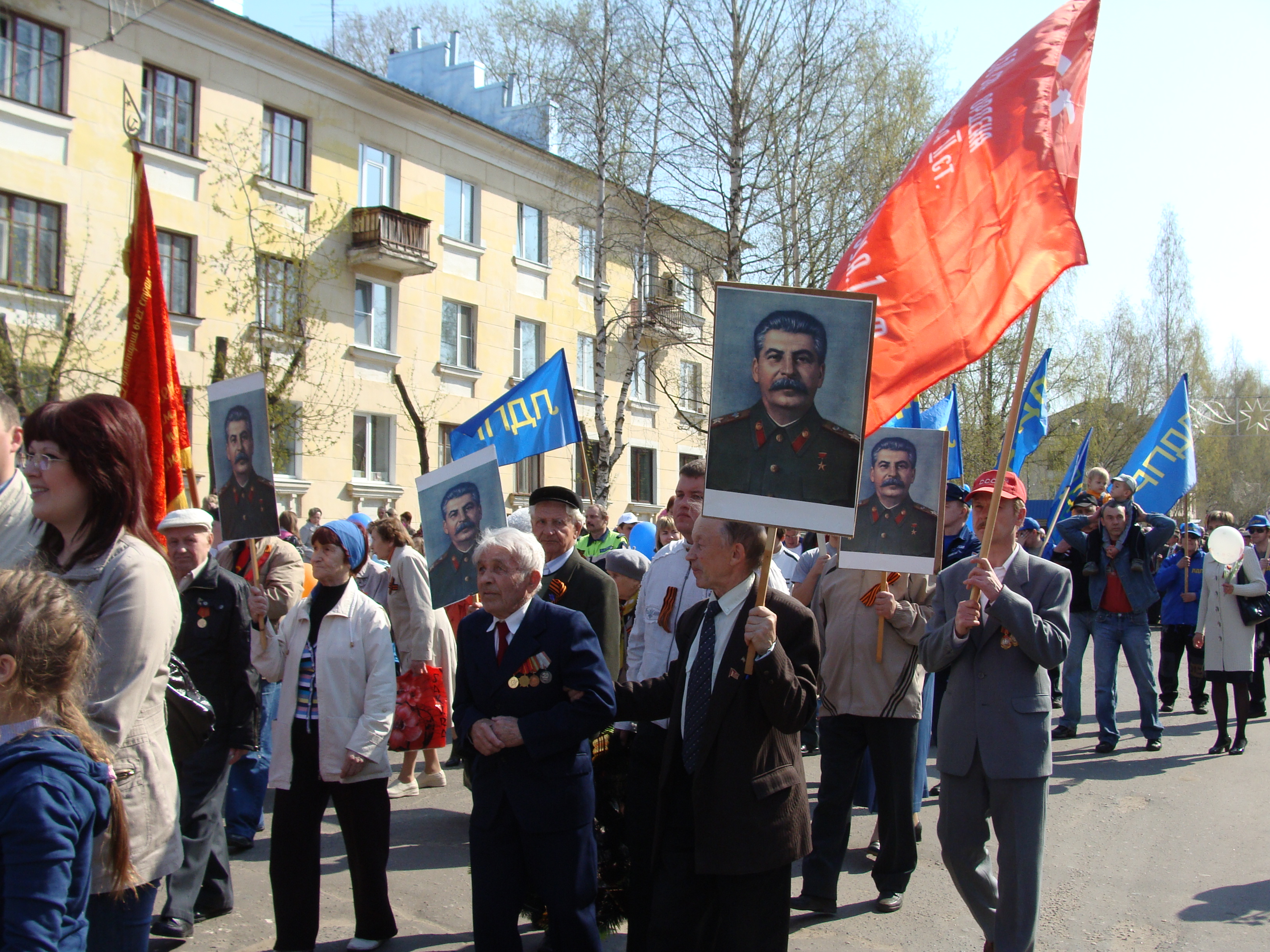
Копія Прапора Перемоги 9 травня в місті Коряжмі, Росія (2010 рік)